# Грузия на зимних Олимпийских играх 2018
Грузия на зимних Олимпийских играх 2018 года была представлена 4 спортсменами в 3 видах спорта. На церемонии открытия Игр право нести национальный флаг было доверено фигуристу Морису Квителашвили, а на церемонии закрытия — горнолыжнику Ясону Абрамашвили, лучшим результатом которого на Играх в Пхёнчхане стало 28-е место в слаломе. По итогам соревнований сборная Грузии, принимавшая участие в своих седьмых зимних Олимпийских играх, осталась без медалей.

## Состав сборной
Горнолыжный спорт
1. Ясон Абрамашвили
2. Нино Циклаури

 Санный спорт
1. Гиорги Согоиани

 Фигурное катание
1. Морис Квителашвили

## Результаты соревнований

### Коньковые виды спорта

#### Фигурное катание
Большинство олимпийских лицензий на Игры 2018 года были распределены по результатам выступления спортсменов в рамках чемпионата мира 2017 года. По его итогам сборная Грузии смогла завоевать одну лицензию в мужском одиночном катании, что стало возможным благодаря 13-му месту Мориса Квителашвили, который впоследствии был выбран для участия в Играх.
| Соревнование              | Спортсмены         | Короткая программа | Короткая программа | Произвольная программа | Произвольная программа | Всего        | Всего |
| Соревнование              | Спортсмены         | Сумма баллов       | Место              | Сумма баллов           | Место                  | Сумма баллов | Место |
| ------------------------- | ------------------ | ------------------ | ------------------ | ---------------------- | ---------------------- | ------------ | ----- |
| мужское одиночное катание | Морис Квителашвили | 76,56              | 22 Q               | 128,01                 | 24                     | 204,57       | 24    |

### Лыжные виды спорта

#### Горнолыжный спорт
Квалификация спортсменов для участия в Олимпийских играх осуществлялась на основании специального квалификационного рейтинга FIS по состоянию на 21 января 2018 года. При этом НОК для участия в Олимпийских играх мог выбрать только того спортсмена, который вошёл в топ-500 олимпийского рейтинга в своей дисциплине, и при этом имел определённое количество очков, согласно квалификационной таблице. Страны, не имеющие участников в числе 500 сильнейших спортсменов, могли претендовать только на квоты категории «B» в технических дисциплинах. По итогам квалификационного отбора сборная Грузии завоевала 2 олимпийские лицензии категории «A».
Мужчины
| Соревнование      | Спортсмены       | Скоростной спуск/ 1 спуск | Скоростной спуск/ 1 спуск | Слалом/ 2 спуск | Слалом/ 2 спуск | Всего   | Место | Отставание |
| Соревнование      | Спортсмены       | Время                     | Место                     | Время           | Место           | Всего   | Место | Отставание |
| ----------------- | ---------------- | ------------------------- | ------------------------- | --------------- | --------------- | ------- | ----- | ---------- |
| слалом            | Ясон Абрамашвили | 52,69                     | 35                        | 55,00           | 29              | 1:47,69 | 28    | +8,70      |
| гигантский слалом | Ясон Абрамашвили | DNF                       | DNF                       | —               | —               | —       | —     | —          |

Женщины
| Соревнование      | Спортсмены    | Скоростной спуск/ 1 спуск | Скоростной спуск/ 1 спуск | Слалом/ 2 спуск | Слалом/ 2 спуск | Всего   | Место | Отставание |
| Соревнование      | Спортсмены    | Время                     | Место                     | Время           | Место           | Всего   | Место | Отставание |
| ----------------- | ------------- | ------------------------- | ------------------------- | --------------- | --------------- | ------- | ----- | ---------- |
| слалом            | Нино Циклаури | 55,88                     | 43                        | 55,74           | 40              | 1:51,62 | 39    | +12,99     |
| гигантский слалом | Нино Циклаури | 1:20,02                   | 51                        | 1:16,91         | 46              | 2:36,93 | 46    | +16,91     |

### Санный спорт
Квалификация спортсменов для участия в Олимпийских играх осуществлялась на основании рейтинга Кубка мира FIL по состоянию на 1 января 2018 года. По его результатам сборная Грузии смогла завоевать одну лицензию в мужских соревнованиях.
Мужчины
| Соревнование | Спортсмены      | 1 заезд   | 1 заезд | 2 заезд   | 2 заезд | 3 заезд   | 3 заезд | 4 заезд              | 4 заезд              | Итоговый результат | Итоговое место | Отставание |
| Соревнование | Спортсмены      | Результат | Место   | Результат | Место   | Результат | Место   | Результат            | Место                | Итоговый результат | Итоговое место | Отставание |
| ------------ | --------------- | --------- | ------- | --------- | ------- | --------- | ------- | -------------------- | -------------------- | ------------------ | -------------- | ---------- |
| одиночки     | Гиорги Согоиани | 49,300    | 30      | 49,151    | 34      | 49,008    | 33      | завершил выступление | завершил выступление | 2:27,459           | 32             | —          |